# تقی زند
تقی زند سیاست‌مدار ایرانی بود، که در  دوره بیست و یکم   بعنوان نماینده طارم در مجلس شورای ملی حضور داشت.